# Rajamäki
Rajamäki jest małym miastem w Finlandii, w gminie Nurmijärvi. Liczba ludności wynosi około 7500 ludzi. Rajamäki jest najbardziej znane z gorzelni Altia.